# Reginaldo de Maubernard
Reginaldo de Maubernard (em francês:  Reynaud de Maubernard) (? - ?) foi um prelado francês.

## Biografia
Foi, sucessivamente, bispo de Palência (1353-1356) e bispo de Lisboa (1356-1358).
Tal como os seus dois antecessores à frente da diocese de Lisboa, D. Estêvão de la Garde e D. Teobaldo de Castillon, era de origem francesa; por morte do último, o Papa Inocêncio VI, seu parente, nomeou-o bispo de Lisboa em 20 de Junho de 1356). Também à semelhança dos seus antecessores, não veio a Portugal tomar posse da sua diocese, governando-a através de vigários-gerais.
Dois anos mais tarde, em Agosto de 1358, D. Reginaldo de Maubernard foi transferido pelo Papa para a diocese de Autun, em França. Não se dispõem de mais dados sobre a sua vida.